# Quadre Nacional d'Atribució de Freqüències
El Quadre Nacional d'Atribució de Freqüències (CNAF) és l'instrument legal, que depèn del Ministeri de Ciència i Tecnologia, utilitzat per assignar als diferents serveis de radiocomunicacions les diferents bandes freqüencials, aquestes bandes s'estenen des de 9 kHz. fins a 105 GHz. Al CNAF també s'especifica la metodologia d'utilització de l'espectre radioelèctric.

## Història
El CNAF fou editat per primera vegada el 1990, ha tingut diverses edicions, l'última va ser al novembre de 2007. Degut al seu contingut regulador i tècnic, totes les edicions han estat diversos cops revisats i actualitzats per adaptar-se a les noves necessitats del moment.

## Funcionament
La gestió de l'espectre radioelèctric que el CNAF dicta segueix els Tractats i Acords internacionals en matèria de planificació de l'espectre radioelèctric en els quals Espanya forma part, amb especial atenció a la normativa aplicable a la Unió Europea i a les resolucions i recomanacions de la Unió Internacional de Telecomunicacions (UIT), la Conferència europea de les administracions de correus i telecomunicacions (CEPT), la Unió Europea (UE) i l'Institut Europeu de Normes de Telecomunicació (ETSI). No obstant això, el marge d'actuació està acotat perquè Espanya no pot prendre decisions via CNAF que contradiguin les disposicions dictades pel ITU-R i que són plasmades en el Reglament de Radiocomunicacions (RR), que té caràcter de tractat internacional i del que Espanya forma part. Amb tot això s'aconsegueix l'harmonització en l'ús d'espectre.
També és conseqüència de l'evolució tecnològica, dels nous serveis i dispositius que fan necessari un ús òptim de l'espectre.
El CNAF es publica al Bolletí Oficial de l'Estat (BOE) tal com és desenvolupat en el Ministeri de Ciència i Tecnologia.

## Contingut
El CNAF és el marc fonamental de l'ordenament legal de l'espectre radioelèctric, i, és a més un marc tècnic de referència per a la gestió dels seus diferents usos. El contingut es compren, en primer lloc, de les notes de l'Article 5 del Reglament de Radiocomunicacions (RR) que complementa la constitució i el conveni de la Unió Internacional de Telecomunicacions (UIT), seguides de l'atribució de bandes de freqüències segons l'esmentat article, en segon lloc, l'atribució nacional fins al valor de 105 GHz, seguida d'observacions on a més trobem notes del RR sobre aplicació, notes d'Utilització Nacional (UN) i finalment usos que es corresponen ordenadament amb l'atribució nacional. Al CNAF també s'inclouen les atribucions de les bandes de freqüències de les tres regions en les quals està dividit el món, segons la Unió Internacional de Telecomunicacions. Espanya es troba a la regió 1.